# Btooom!
Btooom! (ブトゥーム!, Butūmu!), stylisé BTOOOM!, est un manga écrit et dessiné par Junya Inoue. Il est prépublié dans le Weekly Comic Bunch entre juin 2009 et août 2010, puis dans le Monthly Comic @Bunch entre janvier 2011 et mars 2018. Le manga comporte un total de vingt-six tomes édité par Shinchōsha. La version française est publiée en intégralité par les éditions Glénat.
Une adaptation en anime de douze épisodes réalisée par le studio Madhouse est diffusée entre octobre et décembre 2012. En France, il est sorti en DVD et Blu-ray par Black Box.

## Histoire

### Prologue
Dans l'industrie vidéoludique, il y a le jeu vidéo Btooom!. L'objectif étant de repérer son ennemi grâce à son radar et de le tuer grâce à différents types de bombes appelées « Bim ».

### Synopsis
Ryota Sakamoto est un jeune homme adepte du jeu Btooom! et il est classé 10e meilleur joueur au monde. Mais du jour au lendemain, sans savoir pourquoi, il est enlevé par des hommes en noir et se retrouve perdu sur une île déserte. Pour survivre, il va devoir suivre les mêmes règles que dans son jeu vidéo favori : repérer les autres personnes perdues sur l'île comme lui grâce à un cristal placé sur sa main et les tuer à l'aide des mêmes types de bombes que dans le jeu. Il se retrouve désormais plongé dans un survival-game avec son équipe et les risques que ça comporte.

## Personnages
- Ryota Sakamoto (坂本・竜太, Sakamoto Ryōta?) : Jeune homme de 22 ans sans emploi, Ryota est un NEET qui passe ses journées à jouer à un jeu en ligne nommé Btooom!.
- Himiko (ヒミコ, Himiko?) : lycéenne de 15 ans, elle a été victime de plusieurs tentatives de viol et est traumatisée par les hommes, jusqu'à ce qu'elle rencontre Sakamoto.
- Yoshiaki Imagawa (今川 義明, Imagawa Yoshiaki?) : 24 ans et sans emploi, Yoshiaki est la première personne que rencontre Ryota et décide de l'attaquer directement. Il meurt à la suite de son combat contre Ryota.
- Kosuké Kira (吉良 康介, Kira Kōsuke?) : 14 ans, un jeune collégien au passé surprenant. Il est vaincu au cours de son combat contre Ryota, ce dernier prend ses Bims et sa valise de vivres. Ryota l'attache à un arbre et s'en va sans le tuer. Kosuké va prendre Sakamoto comme rival et n'a pas d'autres buts que le vaincre.
- Yoshihisa Kira (吉良 義久, Kira Yoshihisa?) : 44 ans, père de Kosuké Kira, profession chauffeur de poids lourd. Il est tué par son fils car il le maltraitait et le battait.
- Soichi Natsumé (夏目 総一, Natsume Sōichi?) : 54 ans, avocat de Kosuké Kira. En voyant le caractère de Kosuké, après que celui-ci a tué son père, il s'enfuit. Il va s'allier avec Miyamoto et meurt avec lui en affrontant Sakamoto et Himiko.
- Kiyoshi Taira (平 清, Taira Kiyoshi?) : Agent immobilier, 51 ans, il propose à Ryota de former une équipe pour survivre. Simple et joyeux, il apprend une chose importante à Sakamoto. Devenu fou après plusieurs blessures, il va tenter de tuer Sakamoto pour pouvoir rentrer chez lui. Il met de lui-même fin à ses jours avec sa dernière bim.
- Nobutaka Oda : 22 ans, un ancien camarade de classe de Sakamoto. Après avoir tenté de tuer plusieurs fois Sakamoto, il fait équipe avec lui pour s'évader de l'île.
- Masashi Miyamoto : 38 ans, un ancien militaire qui ne se bat qu'avec un couteau. Il enlève Himiko qui est au début du jeu sa coéquipière. Sakamoto va sauver Himiko et, pour cela, va affronter Miyamoto et son acolyte Soichi.
- Hidémie Kinoshita : 19 ans, créatrice de mode accusé à tort d'avoir poussée son petit ami au suicide. Elle trahit son premier équipier puis elle s'allie avec Nobutaka. Elle va d'abord essayer de tuer Himiko et pour finir elle va s'allier avec elle ainsi qu'avec Ryota pour détourner l'hélicoptère.

## Univers deBtooom!

### JeuBtooom!
- Titre : Btooom!
- Éditeur : Tyrannos Japan
- Développeur : Tyrannos Japan
- Genre : Tir à la troisième personne
- Mode de jeu : 1 à 32 joueurs
- Plate-forme : DXBox 720
- Langue : Multilingue
- Contrôle : Manette
- Évaluation : CERO : Z ?
- Prix : 7 329 ¥

### Types de bims
- Bombe à fragmentation (explose au contact)
- Bombe à retardement (10 secondes de retard au maximum avant l'explosion)
- Bombe incendiaire (provoque un incendie à l'endroit où elle atterrit)
- Bombe auto-guidée (une fois activée, elle poursuit sa cible jusqu'à ce qu'elle soit suffisamment près pour exploser)
- Bombe à effet de souffle (aspire l'air jusqu'à saturation et produit une grande implosion qui détruit tout)
- Bombe télécommandée (sorte de mine utilisée pour tendre des pièges)
- Bombe chimique (produit un gaz puissant qui fait fondre et tue les êtres vivants à son contact)
- Bombe bouclier (protège son utilisateur des explosions pendant quelques secondes à l'aide d'une barrière lumineuse en forme de pyramide)

Les bims ne peuvent être activées que par leurs propriétaires. S'il meurt, les bims appartiennent à la personne qui l'a tuée. Si la bim activée est désactivée par une autre personne, elle change de propriétaire et appartient à la personne qui l'a désactivée.

## Analyse de l'œuvre

### Inspiration
Le nom du manga Btooom! est une onomatopée qui correspond au bruit que font les bombes Bim lorsqu'elles explosent.

### Réception et critiques
Le manga est noté 11,04/20 sur Manga-News et 6,84/10 sur Manga Sanctuary, uniquement sur les douze premiers tomes.

## Manga
La publication de cette série débute au Japon en juin 2009 dans le magazine hebdomadaire Weekly Comic Bunch de la maison d'édition Coamix jusqu'en août 2010. Elle change de magazine pour être édité dans le Monthly Comic @Bunch à partir de janvier 2011. Le premier tankōbon est publié en octobre 2009 par Shinchosha. En mars 2014, l'auteur annonce que la série entre dans son dernier arc. La parution prend fin au 26e tome, sorti le 9 juillet 2018. Deux fins différentes sont proposées aux lecteurs, selon le choix de Ryota Sakamoto.
En France, la série paraît aux éditions Glénat depuis janvier 2012. La série est également licenciée en Amérique du Nord par Yen Press.
La présentation des couvertures japonaises ont une forte ressemblance avec les boites de jeu vidéo de la Xbox 360. On y retrouve la couleur verte, le système d'évaluation CERO noté Z (18 ans et plus exclusivement) réservé habituellement aux jeux vidéo et logiciels, le logo et le nom de la console intitulée DXbox 720. La Xbox 720 était l'un des noms utilisés pour nommer la Xbox One de Microsoft, encore non révélée. Cette présentation ne figure pas sur les couvertures françaises excepté la bordure de couleur verte.
Une série dérivée intitulée BTOOOM! U-18, dessinée par Yōki Itō, est lancée en mars 2018 et se termine en décembre 2022
.

## Anime
L'histoire est adaptée en série télévisée par le studio Madhouse. La réalisation est confiée à Kotono Watanabe et le character design à Takahiro Kishida. L'anime reprend les cinquante premiers chapitres du manga.

### Fiche technique
- Titre original : ブトゥーム
- Titre français : Btooom!
- Réalisation : Kotono Watanabe
- Scénario : Yōsuke Kuroda
- Musique : Keiji Iuchi
- Character design : Takahiro Kishida
- Studio d'animation : Madhouse
- Licence :
  -  France : Black Box[11]
- Nombre d'épisodes : 12
- Durée : environ 20 minutes par épisode
- Date de première diffusion :
  -  Aichi Television Broadcasting, AT-X, BS11, Kyoto Broadcasting System, Sun Television, Tokyo MX (télévision) ; Nico Nico Douga (internet) : 4 octobre 2012[12]

### Liste des épisodes
| No                               | Titre français             | Titre japonais | Titre japonais                                | Date de 1re diffusion |
| No                               | Titre français             | Kanji          | Rōmaji                                        | Date de 1re diffusion |
| -------------------------------- | -------------------------- | -------------- | --------------------------------------------- | --------------------- |
| 1                                | Start                      | はじめ         | Hajime (Start)                                | 4 octobre 2012        |
| [Chapitres 1-2-3-4]              |                            |                |                                               |                       |
| 2                                | La Lycéenne tachée de sang | 血の女子高生   | Chi no mesukōsei (La Lycéenne tachée de sang) | 11 octobre 2012       |
| [Chapitres 32-33-34]             |                            |                |                                               |                       |
| 3                                | Survie                     | サバイバル     | Sabaibaru (Survie)                            | 18 octobre 2012       |
| [Chapitres 5-6-7]                |                            |                |                                               |                       |
| 4                                | Le Meilleur du monde       | 世界ランカー   | Sekai rankā (Le Meilleur du monde)            | 25 octobre 2012       |
| [Chapitres 8-9-10-11-12]         |                            |                |                                               |                       |
| 5                                | Attaque                    | 強襲           | Kyōshū (Attaque)                              | 1er novembre 2012     |
| [Chapitres 13-14-15-16-17]       |                            |                |                                               |                       |
| 6                                | La Nuit du sacrifice       | 生贄の夜       | Ikenie no yoru (La Nuit du sacrifice)         | 8 novembre 2012       |
| [Chapitres 18-19-20-21-22-23]    |                            |                |                                               |                       |
| 7                                | Épouse virtuelle           | 仮想花嫁       | Kasō hanayome (Épouse virtuelle)              | 15 novembre 2012      |
| [Chapitres 25-26-27-28-29-30-31] |                            |                |                                               |                       |
| 8                                | Le Fantôme blanc           | 白い亡霊       | Shiroi bōrei (Le Fantôme blanc)               | 22 novembre 2012      |
| [Chapitres 36-37-38]             |                            |                |                                               |                       |
| 9                                | Le meilleur joueur         | 最強プレイヤー | Saikyō pureiyā (Le meilleur joueur)           | 29 novembre 2012      |
| [Chapitres 38-39-40-41]          |                            |                |                                               |                       |
| 10                               | Haut niveau                | ハイレベル     | Haireberu (Haut niveau)                       | 6 décembre 2012       |
| [Chapitres 41-42-44]             |                            |                |                                               |                       |
| 11                               | Résurrection               | 復活           | Fukkatsu (Résurrection)                       | 13 décembre 2012      |
| [Chapitres 44-45-46]             |                            |                |                                               |                       |
| 12                               | Liens                      | 絆             | Kizuna (Liens)                                | 20 décembre 2012      |
| [Chapitres 47-48-49-50]          |                            |                |                                               |                       |

### Musique
Le générique de début est No pain, No game de nano et le générique de fin est Aozora de May'n.

### Doublage
| Personnages      | Voix japonaises  | Voix françaises  |
| ---------------- | ---------------- | ---------------- |
| Himiko           | Suzuko Mimori    | Delphine Saroli  |
| Ryota Sakamoto   | Kanata Hongō     | Michaël Maïnö    |
| Kosuke Kira      | Miyuki Sawashiro | Elise Gamet      |
| Oda Nobutaka     | Yūichi Nakamura  | Damien Laquet    |
| Kiyoshi Taira    | Tōru Ōkawa       | Julien Dutel     |
| Masashi Miyamoto | Takaya Kuroda    | Franck Adrien    |
| Takanoashi       | Meijin Takahashi | Laurent Pasquier |
| Masahito Date    | Ken Narita       | Marc Wilhelm     |
| Yukie Sakamoto   | Ayumi Kida       | Sandra Vandroux  |

## Produits dérivés

### CD
Deux CD du générique de début sont sortis sous le label Victor Entertainment.

### DVD / Blu-ray
| Coffret | Date de sortie   |
| ------- | ---------------- |
| 1       | 21 novembre 2012 |
| 2       | 19 décembre 2012 |
| 3       | 23 janvier 2013  |
| 4       | 20 février 2013  |
| 5       | 20 mars 2013     |
| 6       | 24 avril 2013    |